# Virgen de Consolación (Valdepeñas)
Imagen venerada por los católicos en Valdepeñas (Ciudad Real) como patrona de la ciudad.
Llamada Nuestra Señora Virgen de Consolación de "Aberturas", por la leyenda que narra el milagro por el que devolvió la vista a un ciego.
Títulos: Patrona de Valdepeñas, Alcaldesa Mayor, Honoraria y Perpetua, Medalla de oro de la ciudad.
Se celebra su festividad el día 8 de septiembre, tras una semana dedicada a las Fiestas del vino en que se pisa la uva ante la imagen para ofrecerle el primer mosto del año.

## Representación
La Virgen de Consolación hace referencia al Apocalipsis por el "consuelo" que otorgará el advenimiento de este momento a los cristianos. Es por esto que la imagen de Valdepeñas está representada vestida de oro, con una media luna en los pies y doce estrellas en su corona; en referencia al capítulo 12 del Apocalipsis en que se describe a la Virgen María de este modo:

'Una gran señal apareció en el cielo: una Mujer, vestida de sol, 

con la luna bajo sus pies y una corona de doce estrellas

sobre su cabeza'

## Leyenda de su aparición
Según narran los historiadores Eusebio Vasco y Camacho, la imagen fue escondida en una cueva de La Mancha en el siglo VIII durante la invasión árabe de la península ibérica. El lugar es hoy conocido como Consolación en la Autovía del Sur.
En el año de 1212 Se reconquista la provincia de La Mancha tras la victoria cristiana en la batalla de las Navas de Tolosa y será entonces cuando la imagen sea descubierta y en su honor será levantada allí una capilla por los cuatro pueblos que rodeaban la zona de su escondite: Manzanares, Valdepeñas, Moral de Calatrava y Membrilla.
Desde ese momento la Imagen de la Virgen de Consolación pasará a ser patrona de estos cuatro pueblos.
Según otra leyenda, la imagen tuvo una segunda aparición en 1940, cuando una familia la ocultó durante la guerra civil española emparedada en su casa (posiblemente en la calle Gijón, adyacente al Paseo de la Estación)

## Leyendas milagrosas
- El primer milagro de que se tiene constancia que hiciera la imagen fue antes de ser escondida en la cueva en el siglo VIII. Según la leyenda, los portadores eran miembros de una familia que pidieron ayuda a unos pastores que habitaban en las inmediaciones de la cueva, estos descubrieron con asombro al día siguiente de ocultar a la susodicha imagen que, uno de sus hijos ciegos había recuperado inexplicablemente la vista. Llamando de este modo a la imagen, Virgen de las "Aberturas" (a pesar de tener la advocación de "Consolación", llamándose desde entonces también al lugar Aberturas.

- El segundo milagro tiene dos versiones con las que se explica la resolución para que la Virgen de Consolación residiera definitivamente en la ciudad de Valdepeñas . Según estas versiones, en el año de 1808, en plena Guerra de la Independencia española, por el peligro que la imagen corría ante el saqueo francés en su santuario en mitad del campo, la propia imagen se aparecía sola en plena noche en la Iglesia de la Asunción de Valdepeñas, reclamándola los otros tres pueblos, y sucediendo esto cada vez que la devolvían a su santuario de Aberturas. La otra versión difiere en que, no se aparecía en Valdepeñas; sino que cada amanecer, la imagen aparecía girada en su peana, mirando hacia el camino de Valdepeñas; lo que sin duda sería interpretado por aquellas gentes como que la Virgen ansiaba ser trasladada allí. Finalmente fue trasladada el 31 de mayo de 1808; justo unos días antes de que Valdepeñas  se levantara en armas contra las tropas de Napoleón y fuera la villa incendiada. (ver artículo: Contienda de Valdepeñas), ante la obcecación del pueblo por salvar la imagen; cosa que se logró.

## Datos históricos

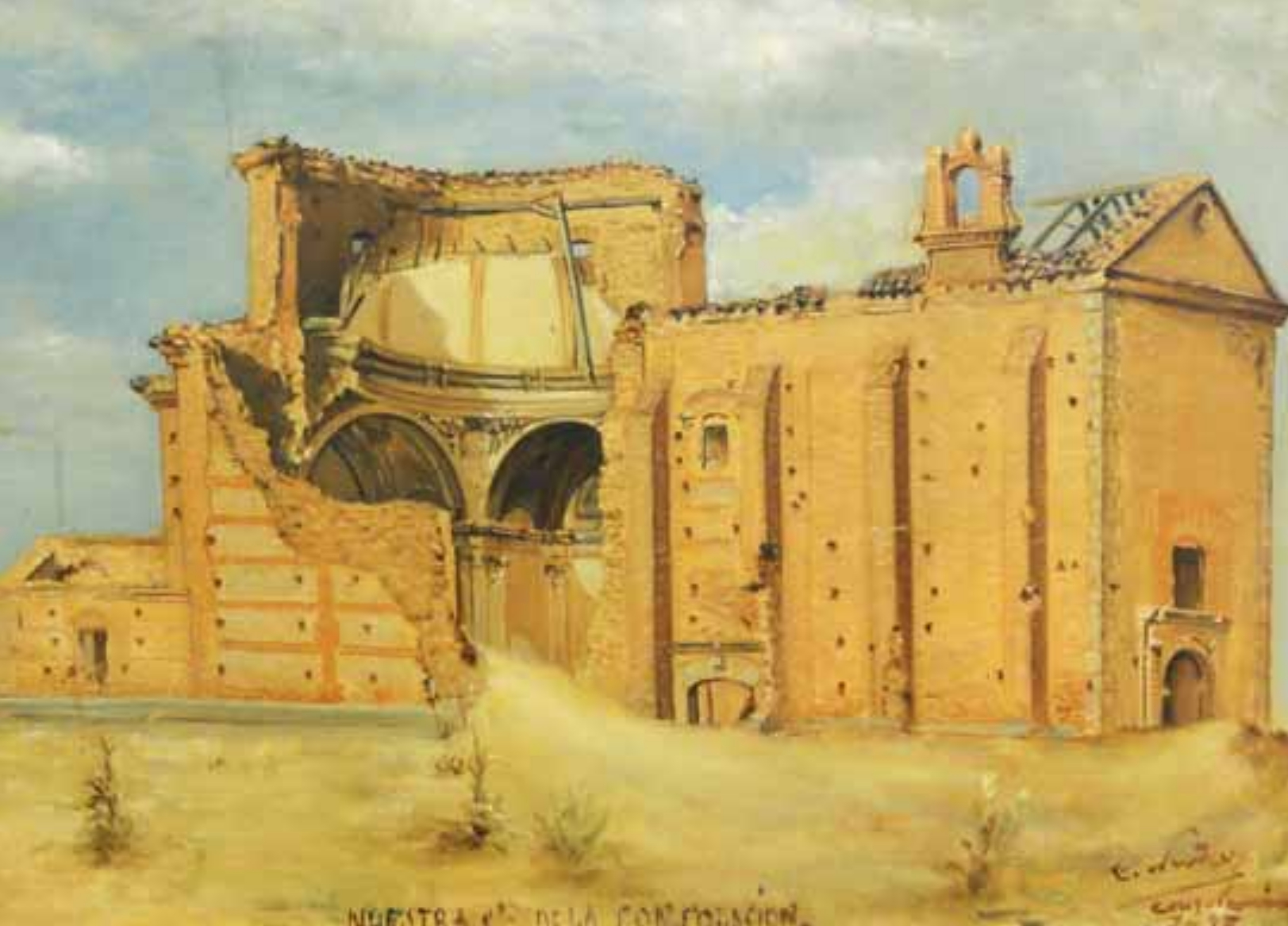
Ermita de la Virgen de Consolación en Aberturas (1895), lienzo de Eduardo Núñez Peñasco.

- El santuario de Aberturas llegó a ser una de las ermitas más hermosas de la provincia, con tres puertas que apuntaban a los caminos que llevaban a los cuatro pueblos que la construyeron. Durante los siglos XVII y XVIII, Manzanares y Valdepeñas emprendieron duros pleitos por adjudicarse legalmente la posesión del término de Aberturas, consiguiéndolo finalmente Valdepeñas mediante fallo del Consejo Real. (Hoy día, Aberturas es una pedanía, con carácter de barrio, de Valdepeñas, llamado: Consolación, en honor a la Virgen de Consolación.
- El majestuoso santuario renacentista fue derruido en el año de 1811 durante la Guerra de la Independencia española, por una sola mujer apodada La Fraila, que era la santera, cuando ésta se inmoló prendiendo un cargamento de pólvora que había dentro para vengar la muerte de su hijo a manos francesas. Mató con esto a más de cincuenta soldados napoleónicos (ver artículo: Contienda de Valdepeñas). Se construyó una nueva años más tarde.
- El 28 de julio de 1768 está fechado en Toledo el sumario de las indulgencias concedidas por el Papa Clemente XIII a las personas que se alistan en la Cofradía de Ntra. Sra. de Consolación de Aberturas.
- En 1891 en la imprenta de Castro Pérez, se imprime la novena a Mª Stma. de Consolación, realizada por un devoto de la Virgen, y que se estuvo rezando hasta los 80.
- En 1936, durante la guerra civil española, la imagen fue destronada y saboteada por la milicia republicana. Sufrió daños considerables, restaurada más tarde en Valencia por intercesión del historiador Eusebio Vasco.
- En 1 de junio de 2019, la imagen fue coronada canónicamente, presidida por Gerardo Melgar Viciosa con la bula del papa Francisco.

## Himno a la Virgen de Consolación
Éste himno fue considerado también el Himno de la ciudad de Valdepeñas hasta el año 2000 aprox.
Letra: D. Pedro Muñoz, pbro. 
Música D. Luis Ibáñez.
| "CORO: Bella Reina de este pueblo. Luz y Guía, Madre mía, Virgen de Consolación; Valdepeñas, siempre tuyo, se confía noche y día en tu santa protección. | ESTROFA: Eres luz, que en la noche ilumina; eres paz, que el espíritu encalma; eres sombra para el que camina; eres nombre, que llega hasta el alma. Cuando sombras de noche nos cerquen y nos haga Luzbel zozobrar, que a tus plantas tus hijos se acerquen y te digan al pie de tu altar: (al coro)" |

- Datos: Q5398174